# 格雷森·艾倫
格雷森·詹姆斯·艾倫（1995年10月8日—），美国職業篮球運動員，現效力NBA菲尼克斯太阳。他在大學為杜克大學藍魔鬼效力了四年。他在2018年NBA選秀第一輪第21順位被犹他爵士選中，直至一個賽季後被交易到孟菲斯灰熊。
他幫助杜克大學獲得了2015年NCAA第一級別籃球錦標賽冠軍，但他的成就被幾次絆倒事件所掩蓋。他通常被稱為2010年代杜克大學最佳球員之一。

## 高中生涯
在2014年，當艾倫於前一年為佛罗里达州杰克逊维尔的普羅維登斯學校贏得了州錦標賽，且從該學校畢業後，他入選了麥當勞高中全明星賽。他贏得了麥當勞高中全明星賽灌籃大賽，成績在他的未來杜克大學隊友查利爾·奧卡科之上。

## 大學生涯

### 新秀賽季 (2014–2015)
在艾倫在杜克大學的新秀賽季中，他取得了場均4.4分的數據，並入選了大西洋沿岸聯盟最佳學術陣容。艾倫是NCCA錦標賽的主要貢獻者。在2015年4月7日，他在幫助杜克大學贏得2015年NCAA第一級別籃球錦標賽的比賽中，取得了16分。評述員將艾倫引用為杜克大學贏得錦標賽的主要原因。教練迈克·沙舍夫斯基同意這說法，並說：「我們有點像死在水裏一樣。我們落後了九分，格雷森像只是把我們放在了他的背上一樣。」

### 大二賽季 (2015–2016)
在一次對戰路易維爾大學的比賽中，艾倫獲得的全國的關注。在2016年2月8日，在他絆倒路易維爾前鋒雷·斯伯丁後，這次犯規被評定為一級惡意犯規。評述員說，艾倫這一舉動似乎是故意的，因為他在斯伯丁跳過他的時候在地上伸出了他的腿。
2月25日，在球隊以15分之差戰勝佛羅里達州立大學的比賽的最後幾秒，艾倫絆跌了對方後衛澤維爾·萊森-梅耶斯。一天後，由於艾倫在一個月內發生第二次絆倒事件，所以他被大西洋沿岸联盟給予了懲戒。
在2015–16賽季中，艾倫是大西洋沿岸联盟其中一位最佳的進攻球員，平均每場取得21分和獲得41%的三分命中率。他平均每場出戰36.6分鐘，並取得了83.7%的罰球命中率。在NCAA錦標賽杜克大學以71–64戰勝耶魯大學的比賽中，艾倫取得了29分，幫助了球隊闖進十六強賽。在球隊下一場以82–68不敵頭號種子奧勒岡大學的比賽中，艾倫在籃底的得分出現了困難，只取得了15分。

### 大三賽季 (2016–2017)
在進入大三賽季之前，艾倫被考慮為其中一位頂尖的回歸大學球員。他被美联社評選為季前全美最佳陣容。他也被大西洋沿岸聯盟媒體評為季前大西洋沿岸聯盟年度最佳球員。
2016年11月12日，艾倫在球隊以96–61戰勝大峽谷大學的比賽中取得了25分和10個籃板。2016年11月29日，艾倫在球隊以78–69戰勝密西根州立大學的ACC–十大聯盟挑戰比賽中取得了24分和4次助攻。2016年12月10日，艾倫在球隊以94–45戰勝內華達大學拉斯維加斯分校的比賽中取得了34分。2017年1月28日，艾倫在球隊以85–83戰勝威克森林大學的比賽中取得了19分。2017年1月30日，艾倫在球隊以84–74戰勝聖母大學的比賽中取得了21分和5次助攻。2017年2月4日，艾倫在球隊以72–64戰勝匹茲堡大學的比賽中取得了21分。2017年2月9日，艾倫在球隊以86–78戰勝北卡羅來納大學的比賽中取得了25分和3次助攻。
在賽季開始之前，艾倫表示他已經準備好將上一個賽季的絆倒事件拋諸腦後。可是，在12月21日，他絆跌了伊隆大學球員史蒂文·桑塔·安納，並得到了一個技術犯規。第二天，杜克大學主教練迈克·沙舍夫斯基把艾倫無限期禁賽。在杜克大學於12月31日的比賽後，沙舍夫斯基剝奪了艾倫的隊長職務。在停賽一場後，艾倫在2017年1月4日回歸賽場。
在2016–17賽季中，艾倫平均每場取得14.5分和獲得36.5%的三分命中率。他平均每場出戰29.6分鐘，並取得了81.1%的罰球命中率。杜克大學闖進了NCAA錦標賽的第二輪。在第二輪，在球隊被南卡羅來納大學擊敗的比賽中，艾倫取得了20分。

### 大四賽季 (2017–2018)
2017年4月18日，艾倫宣布他將會在大四賽季回歸杜克大學。在隊伍裏的投票中，艾倫被恢復在2017–2018賽季隊長的職務。2017年11月14日，艾倫在球隊以88–81戰勝密西根州立大學的比賽中取得了37分。2017年11月29日，艾倫在球隊以91–81戰勝密西根州立大學的比賽中取得了21分。2017年12月2日，艾倫在球隊以96–80戰勝南達科他大學的比賽中取得了25分和3個籃板。2017年12月30日，艾倫在球隊以100–93戰勝佛羅里達州立大學的比賽中取得了22分和3個籃板。在2016–17賽季中，艾倫平均每場取得15.5分和獲得41.8%的投籃命中率。
2018年3月9日，艾倫在ACC男子籃球錦標賽使用臀部犯規了北卡羅來納大學的加里森·布魯克斯（這犯規被稱為「臀擊」），這犯規被判為一級惡意犯規。
在NCAA錦標賽，杜克大學闖進了八強。在八強，杜克大學被堪薩斯大學以加時85–81的比數擊敗。在他大學生涯的最後一場比賽中，艾倫在13射3中的情況下取得了12分，並射失了一次潛在絕殺，也在加時裏射失了兩個三分球；然而，他確實射進了幾次關鍵罰球。《今日美國》的斯科特·格里森評論這賽季「儘管結局很糟糕，但對艾倫整體來說是一個復興。他在一支充滿NBA天賦球員的年輕球隊中擔任隊長的角色。這是一年前的同樣劇本，當時艾倫因其違反體育道德的行為而被視為這項運動的惡棍......」

### 生涯總括
於他在杜克大學的四個大學賽季，艾倫為球隊上場了142場，並取得平均每場14.1分、3.2個籃板和3次助攻的數據。他也取得了43%的投籃命中率、38%的三分命中率和83.4%的罰球命中率。艾倫在杜克大學生涯中合共取得1996分，在杜克大學生涯得分榜中排行第12。艾倫在15場NCAA錦標賽出賽，幫助了藍魔鬼贏得了2015年NCAA冠軍。他在2016年獲得了全美和全學術最佳陣容，成為了第六個藍魔鬼成員在同一個賽季內獲得兩個榮譽。艾倫也獲得了大西洋沿岸联盟學術最佳陣容的榮譽四次。

## 職業生涯

### 猶他爵士（2018–2019）
2018年6月21日，艾倫在2018年NBA选秀第21順位被犹他爵士選中。在7月2日，艾倫與爵士簽下了三年705萬美元新秀合約。他在10月22日完成了NBA首秀，在對戰孟菲斯灰熊的NBA首秀中，他從板凳出發上場11分鐘，獲得了7分。2019年4月10日，艾倫在球隊以加時137–143不敵洛杉矶快船的比賽中，獲得生涯新高40分，並取得7個籃板、4次助攻、1次抄截和1次阻攻。

### 孟菲斯灰熊（2019–2021）
2019年7月6日，爵士將艾倫與杰·克劳德、凯尔·科沃尔、達里厄斯·貝茲利的選秀權和未來首輪選秀權交易到孟菲斯灰熊，以換取迈克·康利。7月11日，在NBA夏季聯盟灰熊對戰波士顿凯尔特人的比賽中，他因背對背惡意犯規而被驅逐出場，評論員把這兩次犯規形容為「劣質的舉動」。10月23日，他完成了他在灰熊隊的首秀，在以101–120不敵迈阿密热火的首秀中，他取得了5分、2次助攻和1個籃板。
10月29日，在球隊以91–120不敵洛杉矶湖人的比賽中，艾倫獲得了賽季新高2次抄截。12月4日，在球隊以99–106不敵芝加哥公牛的比賽中，艾倫獲得了賽季新高7個籃板。2020年8月5日，在球隊以115–124不敵犹他爵士的比賽中，艾倫在26分鐘的上陣時間裏獲得了賽季新高20分，並射入生涯新高6個三分球，也取得了2個籃板和1次助攻。他也在球隊以99–108不敵多伦多猛龙的比賽中，獲得了20分，並取得了4個籃板和1次助攻。
2020年12月16日，孟菲斯宣布將會在2021–22賽季執行對艾倫的球隊選項。12月23日，他在球隊以119–131不敵圣安东尼奥马刺的比賽中，取得了6分、2個籃板和5次助攻。2021年3月27日，艾倫在球隊以110–126不敵犹他爵士的比賽中，取得了生涯新高4次抄截。2021年4月7日，艾倫在球隊以131–113戰勝亚特兰大老鹰的比賽中，取得了賽季新高30分，並取得了4個籃板和3次助攻。5月5日，他在球隊以139–135擊敗明尼苏达森林狼的比賽中，腹部受傷。他缺席了灰熊常規賽的最後7場比賽，但及時在季後賽回歸。5月29日，在對戰前東家爵士的比賽中，艾倫在29分鐘裏獲得了季後賽新高17分。這是他在季後賽唯一一次得分雙位數。灰熊在五場裏輸掉了系列賽。

### 密尔沃基雄鹿（2021–2023）
2021年8月7日，灰熊把艾倫交易到密尔沃基雄鹿，以換取山姆·麥瑞爾和兩個未來二輪選秀權。公鹿總經理喬恩·霍斯特評論：「格雷森是一個有天賦的後衛……他的三分射術、能量、韌性和籃球智商是對他很好的加成，我們很興奮地歡迎他來到密爾沃基。」10月18日，艾倫與公鹿簽下了二年2000萬美元的新秀延伸合約。在下一天，他在球隊戰勝布鲁克林篮网的比賽中完成了球隊首秀，在比賽中，他獲得了10分、6次助攻和4個籃板。
2022年1月21日，在對戰芝加哥公牛的比賽中，艾倫犯規了公牛後衛亚历克斯·卡鲁索，這犯規被判為二級惡意犯規，因此他被驅逐出場。公牛總教練比利·多诺万賽後公開譴責了艾倫，列出了艾倫在場上做出危險動作的歷史，並指出他「可能會結束（卡魯索的）生涯」。卡魯索因右腕骨折而缺陣6至8星期。1月23日，艾倫被NBA禁賽一場。在這次事件後，艾倫說：「不幸的是它是如何發生的。我跳起來用左手擋住它，當我旋轉時，我用右手抓住球，而不是把他摔倒。這是一個非常痛苦的跌倒，我很高興他沒事。如果我可以重演這事件的話，如果當初我知道他會那樣倒下，我就不會這樣做。」
2022年4月22日，在球隊以111–81戰勝芝加哥公牛的季後賽首輪第三場比賽中，艾倫取得了季後賽生涯新高22分。兩天後，他的得分超越了這個總數，他在球隊以119–95取勝的第一輪第四場比賽中，取得了27分，並獲得了3次抄截。

### 鳳凰城太陽（2023-今）
2023年9月27日，艾倫與優素福·諾基奇、納西爾·利特爾和基翁·約翰遜一起被交易作為三方交易的一部分，將達米安·里拉德送到密爾沃基雄鹿。

## 生涯數據

### NBA

#### 常規賽
| 賽季    | 球隊 | GP  | GS  | MPG  | FG%  | 3P%  | FT%  | RPG | APG | SPG | BPG | PPG  |
| ------- | ---- | --- | --- | ---- | ---- | ---- | ---- | --- | --- | --- | --- | ---- |
| 2018–19 | UTA  | 38  | 2   | 11.0 | .376 | .323 | .750 | .6  | .7  | .2  | .2  | 5.6  |
| 2019–20 | MEM  | 38  | 0   | 18.9 | .466 | .404 | .867 | 2.2 | 1.4 | .3  | .1  | 8.7  |
| 2020–21 | MEM  | 50  | 38  | 25.2 | .418 | .391 | .868 | 3.2 | 2.2 | .9  | .2  | 10.6 |
| 2021–22 | MIL  | 66  | 61  | 27.3 | .448 | .409 | .865 | 3.4 | 1.5 | .7  | .3  | 11.1 |
| 生涯    | 生涯 | 192 | 101 | 21.9 | .433 | .393 | .841 | 2.6 | 1.5 | .6  | .2  | 9.4  |

#### 季後賽
| 賽季 | 球隊 | GP | GS | MPG  | FG%  | 3P%  | FT%  | RPG | APG | SPG | BPG | PPG |
| ---- | ---- | -- | -- | ---- | ---- | ---- | ---- | --- | --- | --- | --- | --- |
| 2019 | UTA  | 2  | 0  | 7.0  | .286 | .000 | .714 | .5  | .0  | .0  | .0  | 4.5 |
| 2021 | MEM  | 5  | 0  | 23.2 | .364 | .381 | .000 | 2.6 | .2  | .4  | .2  | 6.4 |
| 2022 | MIL  | 12 | 5  | 25.4 | .451 | .396 | .636 | 2.9 | 1.3 | .7  | .3  | 8.3 |
| 生涯 | 生涯 | 19 | 5  | 22.9 | .418 | .375 | .632 | 2.6 | .8  | .5  | .3  | 7.4 |

### 大學
| 賽季    | 球隊 | GP  | GS | MPG  | FG%  | 3P%  | FT%  | RPG | APG | SPG | BPG | PPG  |
| ------- | ---- | --- | -- | ---- | ---- | ---- | ---- | --- | --- | --- | --- | ---- |
| 2014–15 | 杜克 | 35  | 0  | 9.2  | .425 | .346 | .849 | 1.0 | .4  | .3  | .1  | 4.4  |
| 2015–16 | 杜克 | 36  | 35 | 36.6 | .466 | .417 | .837 | 4.6 | 3.5 | 1.3 | .1  | 21.6 |
| 2016–17 | 杜克 | 34  | 25 | 29.6 | .395 | .365 | .811 | 3.7 | 3.5 | .8  | .1  | 14.5 |
| 2017–18 | 杜克 | 37  | 37 | 35.6 | .418 | .370 | .850 | 3.3 | 4.6 | 1.7 | .1  | 15.5 |
| 生涯    | 生涯 | 142 | 97 | 27.9 | .430 | .380 | .834 | 3.2 | 3.0 | 1.0 | .1  | 14.1 |

## 外部連結
- 格雷森·艾倫在NBA官網（英语）
- 格雷森·艾倫在NBA G聯盟官網（英语）
- 格雷森·艾倫在Basketball-Reference.com（NBA）（英语）
- 格雷森·艾倫在Basketball-Reference.com（NBA G聯盟）（英语）
- 格雷森·艾倫在Sports-Reference.com（NCAA）（英语）
- 格雷森·艾倫在ESPN（NBA）（英语）
- 格雷森·艾倫在Eurobasket.com（球員）（英语）
- 格雷森·艾倫在Proballers（英语）
- 格雷森·艾倫在RealGM（英语）
- 杜克大學資料 （页面存档备份，存于）